# Palazzo della Sapienza
Il Palazzo della Sapienza è un edificio storico romano, sito nel rione Sant'Eustachio ed adibito ad utilizzo pubblico.
Il palazzo è a pianta rettangolare, composto da quattro corpi - due maggiori con orientamento Nord e Sud e due minori con orientamento Est e Ovest - che includono all'interno un ampio cortile.

## Storia

### L'Archiginnasio
Le scuole universitarie romane, nel Rinascimento, erano dislocate in varie case nei pressi della chiesa di Sant'Eustachio.
Per riunirle in un'unica sede, si prescelse la parte meridionale di una struttura edilizia preesistente, formata da un insieme di case disposte ad insula, tre delle quali erano già adibite a sede universitaria sotto il pontificato di Eugenio IV: il maggiore corpo di fabbrica era orientato a sud, mentre i due minori davano rispettivamente ad est e ad ovest. I tre corpi di fabbrica chiudevano un cortile interno delimitato anche da proprietà private. 
A tali edifici si dedicano i primi architetti incaricati della fabbrica della Sapienza: Guidetto Guidetti costruisce, in un anno (1562-63), parte delle aule dell'ala di destra e, subito dopo, Pirro Ligorio è autore di un progetto rimasto però inattuato.
Nel 1577 papa Gregorio XIII Boncompagni incaricò Giacomo della Porta quale architetto per la costruzione della sede unitaria: egli restò alla direzione della fabbrica fino alla fine della sua vita, realizzando un edificio a pianta rettangolare con cortile interno, secondo un modello di scuola brunelleschiana che aveva già avuto attuazione al palazzo della Sapienza di Pisa: il cortile fu delimitato, sui due lati maggiori e su uno dei minori, da portici e logge e, sul restante lato minore, da una parete ad esedra.

### LoStudium Urbispontificio
La parte dell'edificio che costituisce l'ingresso principale (lato ovest) fu coronata da timpano triangolare e da un architrave recante l'iscrizione dedicata a Sisto V, papa al momento della sua realizzazione (1586, il secondo anno del suo pontificato). 

Il cortile della Sapienza nel 1934

I lavori di ristrutturazione dell'ala meridionale, iniziati nel 1595, si prolungarono fino al 1605 circa: nel 1602, però, era deceduto della Porta e negli anni 1602-1632 altri architetti si occuparono del completamento delle parti in via di costruzione, inglobando un'area anticamente occupata da un'osteria. Si trattava del lato nord (a sinistra dell'ingresso principale), la parte in cui si conservano al primo piano due grandi aule di rappresentanza dello Studium (tra cui quella destinata per tre secoli ad aula magna dell'Università): esse furono costruite in un arco di tempo compreso tra l'ultimo decennio del Cinquecento e gli anni sessanta del secolo successivo, seguendo il disegno di Giacomo della Porta.
Dal 1632 al 1667 fu Francesco Borromini ad assumere l'incarico di architetto: a lui si deve il completamento del lato Nord, con la Sala Alessandrina (un'aula rettangolare di vaste dimensioni, suddivisa in tre campate coperte da volte a vela, che ospitava la biblioteca Alessandrina e che prendeva il nome dal papa Alessandro VII che ne commissionò la costruzione) e la chiusura del cortile con la costruzione della chiesa di Sant'Ivo alla Sapienza sul lato est. 
Il prospetto interno dell'edificio, che dà sul cortile, reca in apposite nicchie circolari le insegne araldiche di tutti i pontefici che promossero i lavori: il drago Boncompagni (Gregorio XIII), il leone Peretti (Sisto V); il drago e l'aquila Borghese (Paolo V), le api Barberini (Urbano VIII) ed i monti e la stella Chigi (Alessandro VII). 
Sullo lato ovest, sopra la finestra centrale del secondo ordine sovrastante l'ingresso principale, fu poi collocata l'incisione: 'INITIUM SAPIENTIAE TIMOR DOMINI' (l'inizio della sapienza è il timor di Dio). Tale massima, tratta dal Libro dei Proverbi dell'Antico Testamento, diede nome all'edificio, nonostante la sua designazione ufficiale come Studium Urbis (Studium - ovvero Università - di Roma, l'urbe per antonomasia).
Le aule in epoca pontificia ospitavano essenzialmente due facoltà universitarie, quella di Teologia e quella di Giurisprudenza; successivamente vennero aggiunte altre facoltà, come medicina e chimica.

### L'Università della Capitale d'Italia
Con l'Unità d'Italia la chiesa di Sant'Ivo fu chiusa al culto, per riaprire solo nel 1927. Proseguì invece l'utilizzo accademico: "il grande sforzo delle autorità politiche ed accademiche era allora quello di svecchiare l’antica istituzione accademica, aprirla alle scienze più moderne ed agli orientamenti del pensiero del tempo, di secolarizzarla scrostandola di tutte le incrostazioni che nel corso dei secoli avevano ricoperto studi segnati da ben altre esigenze di quelle di uno Stato moderno, nazionale, aspirante ad un ruolo importante nel concerto europeo ed internazionale". In particolare, la Facoltà di Giurisprudenza della Capitale - che vi ebbe sede fino al 1935 - ospitò la scuola di diritto pubblico e costituzionale facente capo a Vittorio Emanuele Orlando e quella di filosofia del diritto di Francesco Filomusi Guelfi, in cui "si formarono taluni tra i maggiori giuristi italiani come Vittorio Scialoja, Giacomo Venezian, Giuseppe Chiovenda, Pietro Bonfante, Vittorio Polacco e numerosi filosofi del diritto, tra i quali di spicco Giorgio Del Vecchio".
La facoltà di Lettere e filosofia vi ebbe sede fino al primo decennio del secolo XX: il 16 febbraio 1900 il titolare della cattedra di Filosofia morale, professor Antonio Labriola, vi diede inizio ad un ciclo di conferenze per commemorare il processo e la morte di Giordano Bruno. L'evento ebbe un grandissimo successo presso gli studenti che accorsero in massa, costringendo il professore a parlare in piedi su una sedia al centro del cortile interno, per mancanza di aule sufficientemente capienti.  Tale facoltà vi ebbe sede fino al 1909, quando si spostò all'adiacente palazzo Carpegna, dove rimase fino al 1926.
Durante le "radiose giornate di maggio", il cortile del palazzo della Sapienza ospitò la lettura di un'infuocata lettera di D'Annunzio agli studenti e poi animate manifestazioni interventiste, dalle quali il 15 maggio 1915 si staccò un migliaio di manifestanti che assalirono la sala della Posta di palazzo Montecitorio. Nel primo dopoguerra il medesimo cortile ospitò il monumento di Amleto Cataldi ai Caduti della Sapienza nella prima guerra mondiale, fino al suo trasferimento nel 1936, assieme all'intera università, nella nuova città universitaria costruita al Castro Pretorio da Marcello Piacentini.

## Utilizzo attuale
Con la destinazione a sede dell'archivio di Stato di Roma (avvenuta nel 1936, contemporaneamente allo spostamento dell'Università), vi sono confluiti fondi sparsi in vari edifici della capitale (comprendenti oltre 28.000 pergamene e circa 500.000 tra antichi volumi, registri ecc., che vanno dal IX secolo al XIX secolo): perciò si rese necessario costruire nove livelli di scaffalature metalliche in una colonna libraria alla quale furono sacrificate le volte delle aule di ognuno dei tre piani del corpo di destra.
Nel secondo dopoguerra ospitò le udienze del tribunale militare britannico - che processò i generali Kurt Mälzer e Eberhard von Mackensen per l'eccidio delle Fosse Ardeatine - e quelle della Corte d'assise che tornò a processare la banda di Amerigo Dumini per il delitto Matteotti. In certa misura il luogo ha poi mantenuto una vocazione giurisdizionale: quando successivamente il Senato della Repubblica ha ricevuto in assegnazione alcuni locali all'interno dell'edificio, li ha tra l'altro adibiti ad ospitare la Giunta delle elezioni e delle immunità parlamentari.